# Gräberfeld von Hylletofta

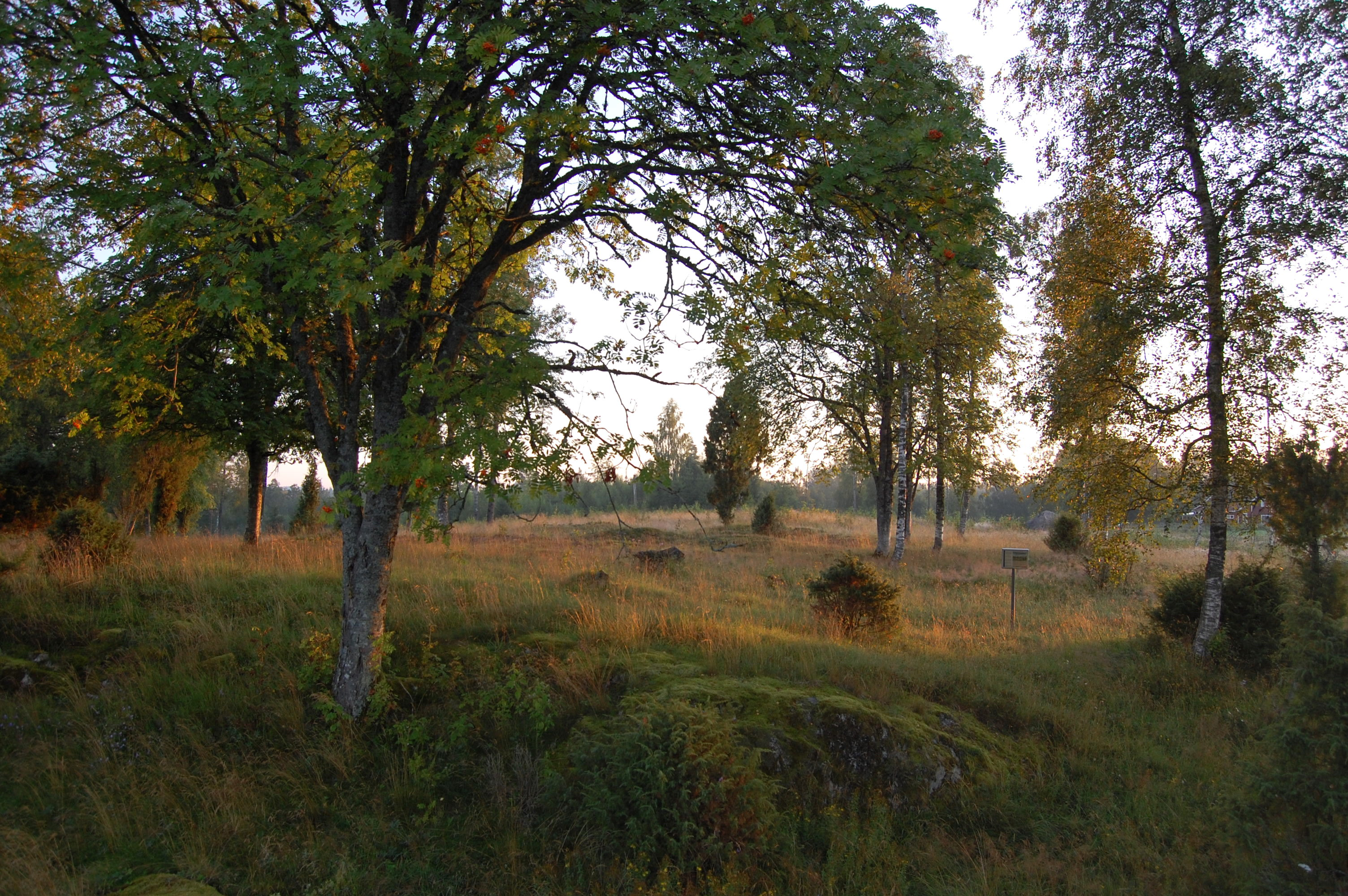
Gräberfeld von Hylletofta

Das Gräberfeld von Hylletofta (schwedisch Hylletofta gravfält) ist eine prähistorische Grabanlage bei Hylletofta in der schwedischen Gemeinde Sävsjö in der Provinz Småland.
Das Gräberfeld liegt südöstlich von Hylletofta und entstand in der älteren Eisenzeit, etwa zwischen 500 vor und 500 n. Chr. Im nördlichen Teil des Gebiets befindet sich eine große Steinsetzung. Darüber hinaus bestehen 25 flache Steinsetzungen.